# (37953) 1998 HX46
1998 HX46 (asteroide 37953) é um asteroide da cintura principal. Possui uma excentricidade de 0.02749390 e uma inclinação de 5.97797º.
Este asteroide foi descoberto no dia 20 de abril de 1998 por LINEAR em Socorro.